# Claudio Caniggia
Claudio Paul Caniggia (sinh ngày 9 tháng 1 năm 1967 tại Henderson, Buenos Aires) là một tiền đạo bóng đá người Argentina đã có 50 lần khoác áo Argentina từ 1987-2002. Ông đã tham dự 3 kỳ World Cup và cũng từng là thành viên của 2 câu lạc bộ kình địch nhau tại Argentina là River Plate và Boca Juniors.
Caniggia từng được gọi là "đứa con của thần gió" nhờ tốc độ kinh hoàng cùng với kĩ thuật và khả năng dứt điểm đa dạng khi đá biên.

## Sự nghiệp câu lạc bộ
Ở cấp độ câu lạc bộ, Caniggia chơi cho River Plate (1985-88), Hellas Verona (1988-89), Atalanta (1989-92 và 1999-2000), AS Roma (1992-93), SL Benfica (1994-95), Boca Juniors (1995-98), Dundee (2000-01) và Rangers (2001-03). Ông đã trở thành huyền thoại và người hùng tại nhiều câu lạc bộ ông từng thi đấu. Năm 1985, Caniggia chạy 100 mét trong 10 giây 07 tại một cuộc thi điền kinh ở học viện bóng đá ở Nam Mỹ, là một trong những cầu thủ chạy nhanh nhất trên thế giới.

## Sự nghiệp quốc tế
Caniggia đã khoác áo 50 lần cho đội tuyển quốc gia Argentina, ghi 16 bàn thắng. Hầu hết những lần tham gia đội tuyển ở đầu thập niên 1990. Ông tham gia các World Cup 1990 và 1994, ghi 4 bàn trong 8 trận đấu.

## Danh hiệu

### Câu lạc bộ
River Plate
- Primera División Argentina: 1985–86
- Copa Libertadores: 1986
- Intercontinental Cup: 1986
- Copa Interamericana: 1986

Rangers
- Scottish Premier League: 2002–03
- Scottish League Cup: 2001–02, 2002–03
- Scottish Cup: 2001–02, 2002–03

Qatar SC
- Prince Cup: 2003–04

### Quốc tế
Đội tuyển Argentina
- Copa América: 1991
- Confederations Cup: 1992
- Artemio Franchi Trophy: 1993
- FIFA World Cup: á quân 1990